# Indagini sporche
Indagini sporche (Dark Blue), distribuito anche come Indagini sporche - Dark Blue, è un film del 2002 diretto da Ron Shelton.

## Trama
Nell'aprile del 1992 a Los Angeles, mentre si assolvono i poliziotti coinvolti nel pestaggio dell'automobilista afroamericano Rodney King, scoppiano disordini razziali. Il capo della polizia, osteggiato dal Vicecapo di colore, addestra allora segretamente, per scopi personali, un gruppo di poliziotti della Speciale pronti ad uccidere. Il detectetive veterano Eldon Perry e il suo allievo Bobby Keough devono indagare su una serie di delitti inquietanti. Le indagini del giovane poliziotto gli fanno scoprire una verità sconvolgente che lo costringe a prendere una decisione difficile.

## Produzione
Nel settembre 2000 è stato reso noto che Intermedia aveva acquisito i diritti per sviluppare The Plague Season, opera di James Ellroy. Nel febbraio 2001, Kurt Russell accettò di interpretare il ruolo principale, con Ron Shelton alla regia. Quest'ultimo lavorò a una riscrittura della sceneggiatura originale, inizialmente scritta da Ellroy e successivamente rivista da David Ayer. Ellroy aveva creato la sceneggiatura nel 1993 pensando specificamente a Russell per il ruolo di protagonista. Un mese dopo, Ving Rhames venne scelto per affiancare Russell nel cast.

## Accoglienza
Su Rotten Tomatoes, il film riporta un indice di approvazione del 59% basato su 133 recensioni, con una valutazione media di 5.90/10. Su Metacritic, il film ha un punteggio di 57 su 100 basato su 37 recensioni, indicando "recensioni miste o medie".

## Botteghino
Nel suo weekend di apertura, il film ha debuttato in 2.176 sale e ha incassato 3,9 milioni di dollari. Alla fine della sua corsa nelle sale, ha incassato 9,2 milioni di dollari negli Stati Uniti e in Canada e 3 milioni di dollari a livello internazionale, accumulando 12,3 milioni di dollari in tutto il mondo.